# 中央民族大学民族博物馆
中央民族大学民族博物馆，位于北京市海淀区中关村南大街27号中央民族大学校园内西南角（图书馆），是中央民族大学下设的以中国56个民族的文物为收藏、展示、研究对象的民族学博物馆。

## 历史
中央民族大学民族博物馆始建于1951年，时称“中央民族学院研究部文物室”，杨成志是第一任主任。1982年更名为“中央民族学院民族研究所文物研究室”。1988年9月16日，经国家民委批准，成立“中央民族学院民族博物馆”。1993年11月，随着中央民族学院更名为中央民族大学，该馆更名为“中央民族大学民族博物馆”。2002年，中央民族大学决定将总面积将近5000平方米的旧图书馆改造为中央民族大学民族博物馆新馆。2004年9月26日，新馆正式投入使用，在北京参加全国政协“庆祝中华人民共和国成立55周年，人民政协成立55周年”活动的党和国家领导人傅铁山、王忠禹、丁光训、白立忱、阿不来提·阿不都热西提、李兆焯以及部分外国驻华使节和各界人士共计500余人参观了展览。
新馆的基本陈列有：中华民族传统文化展（北方民族服饰文化厅、南方民族服饰文化厅、宗教文化厅）、中央民族大学校史展厅、台湾少数民族文化展厅、中国少数民族头饰文化展厅、中国民族古文字与古籍陈列馆。
中央民族大学民族博物馆藏有中国各民族的生产工具、土特产品、皮毛、服装、历史文献、古器物、珠宝器、乐器、武器、宗教用品、锦旗、革命文物等14类文物，以及国外的钱币、瓷器、图片等文物，合计将近3万件。

## 画廊

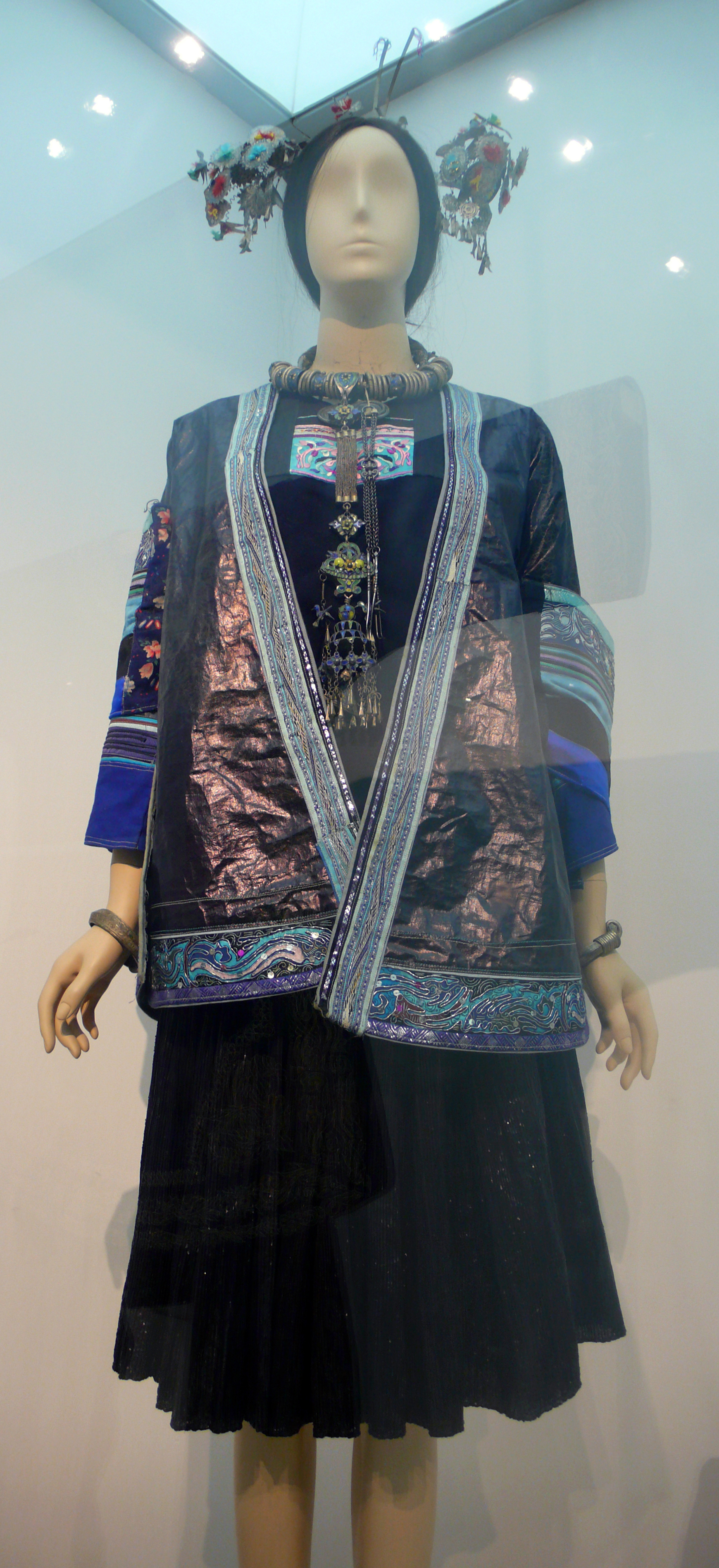
侗族亮布锡绣女服
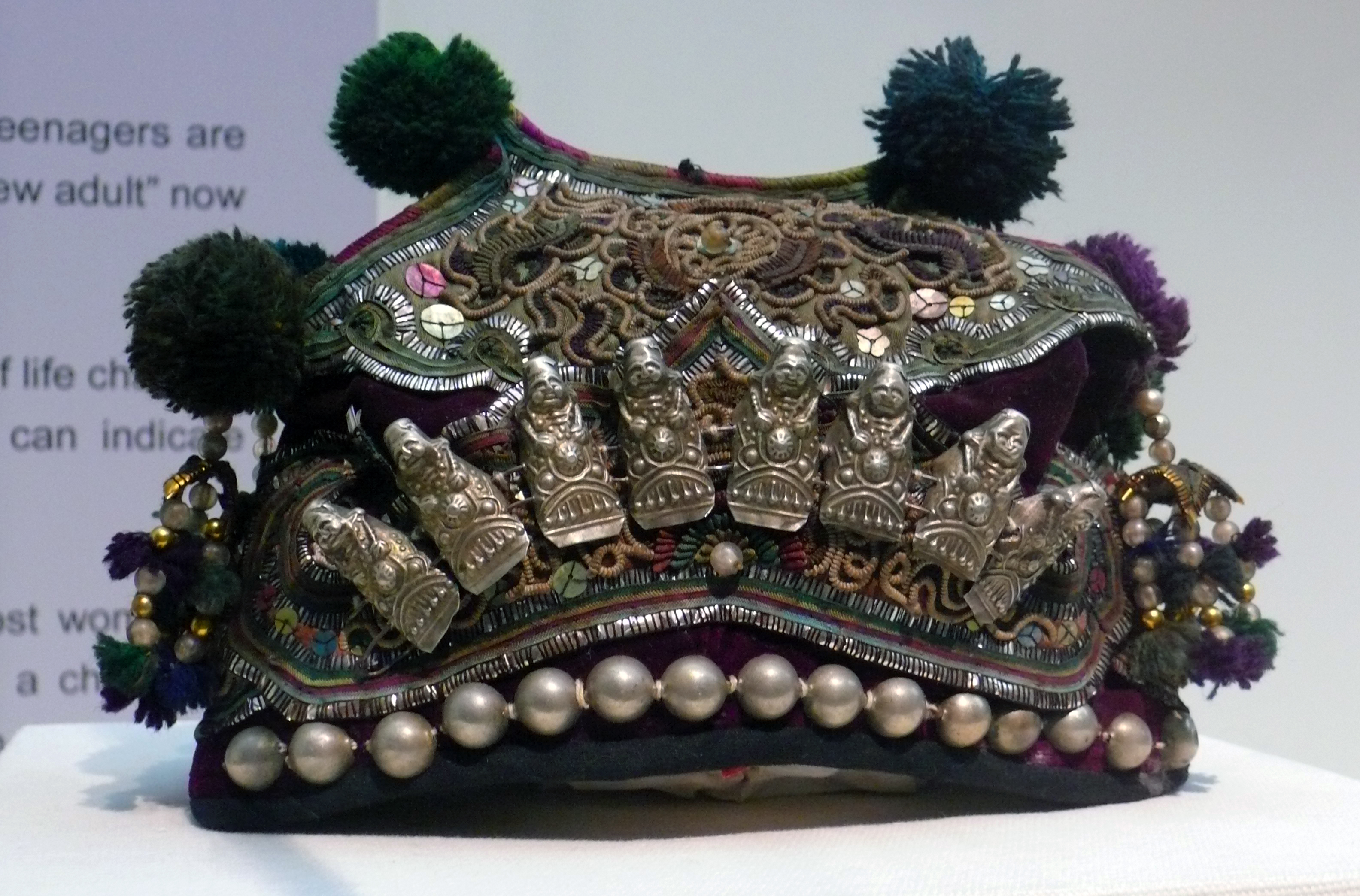
侗族庙形顶缀银佛刻花银片女帽
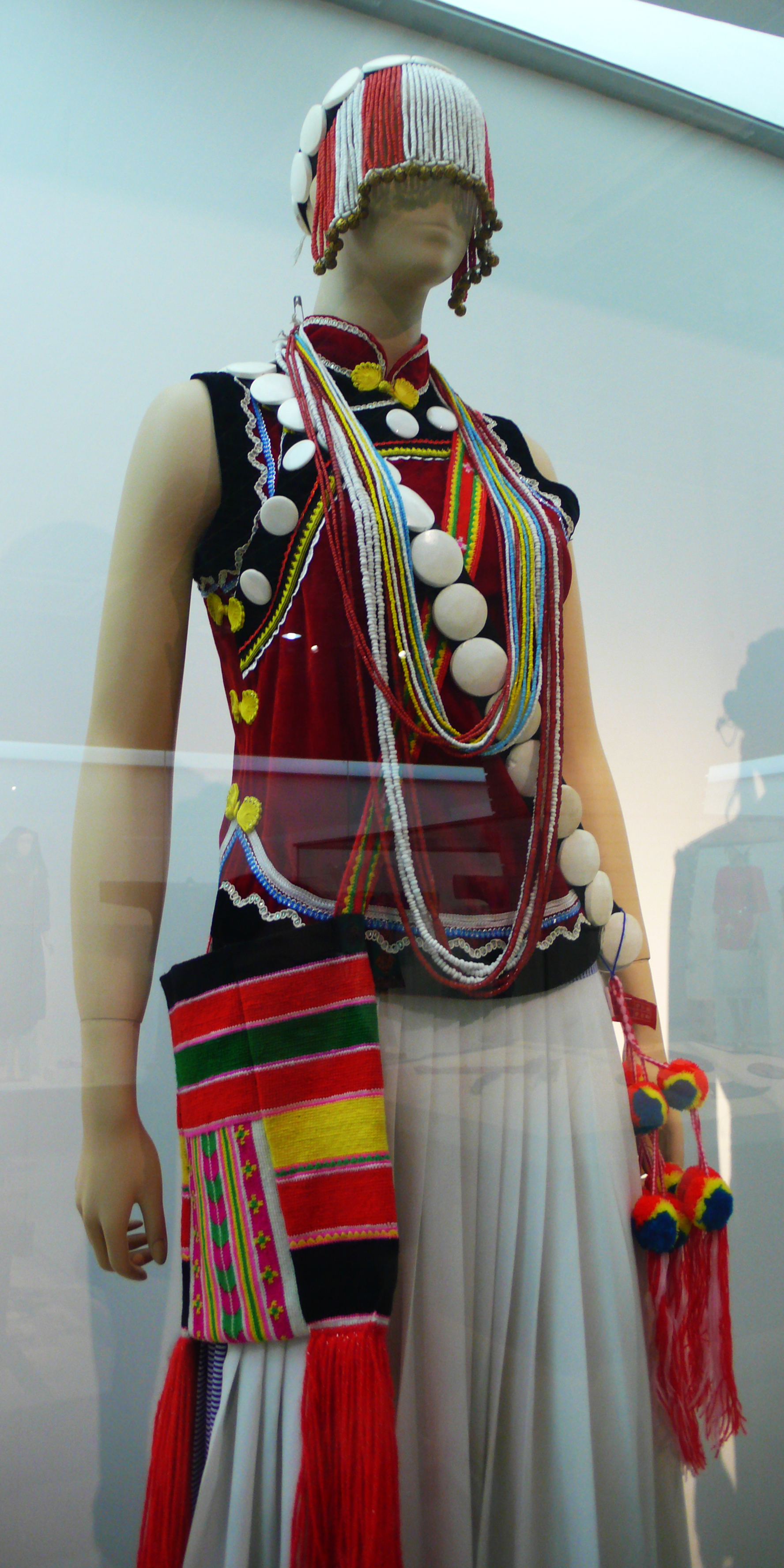
傈僳族海贝珠串饰条纹长裙女服
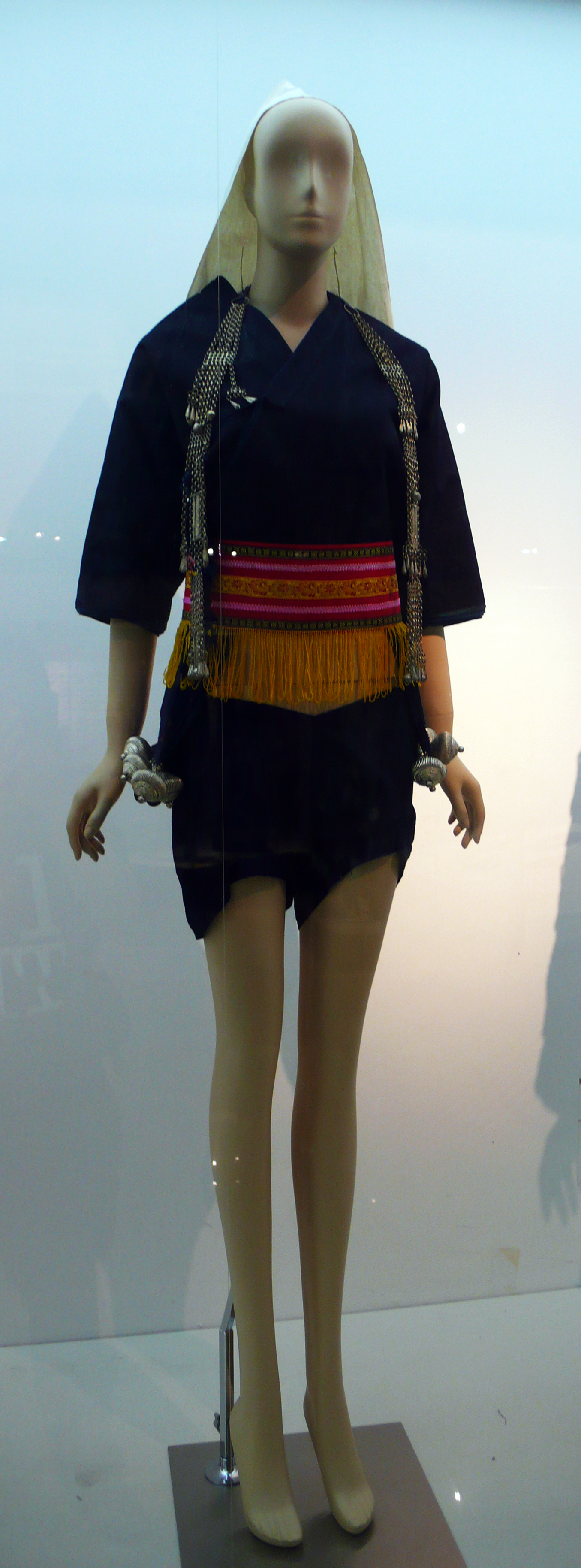
哈尼族缀银铃多层女服
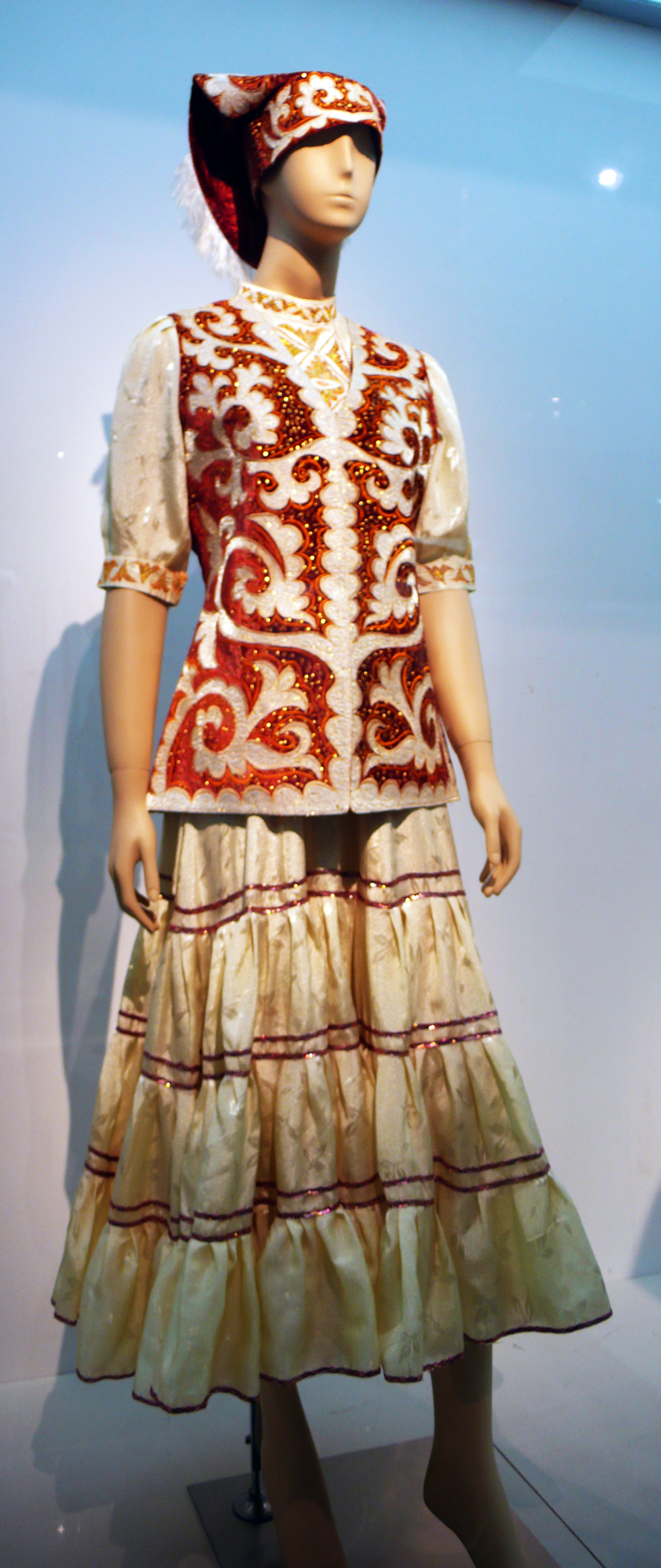
塔塔尔族贴绣花叶纹坎肩荷叶边长裙女服
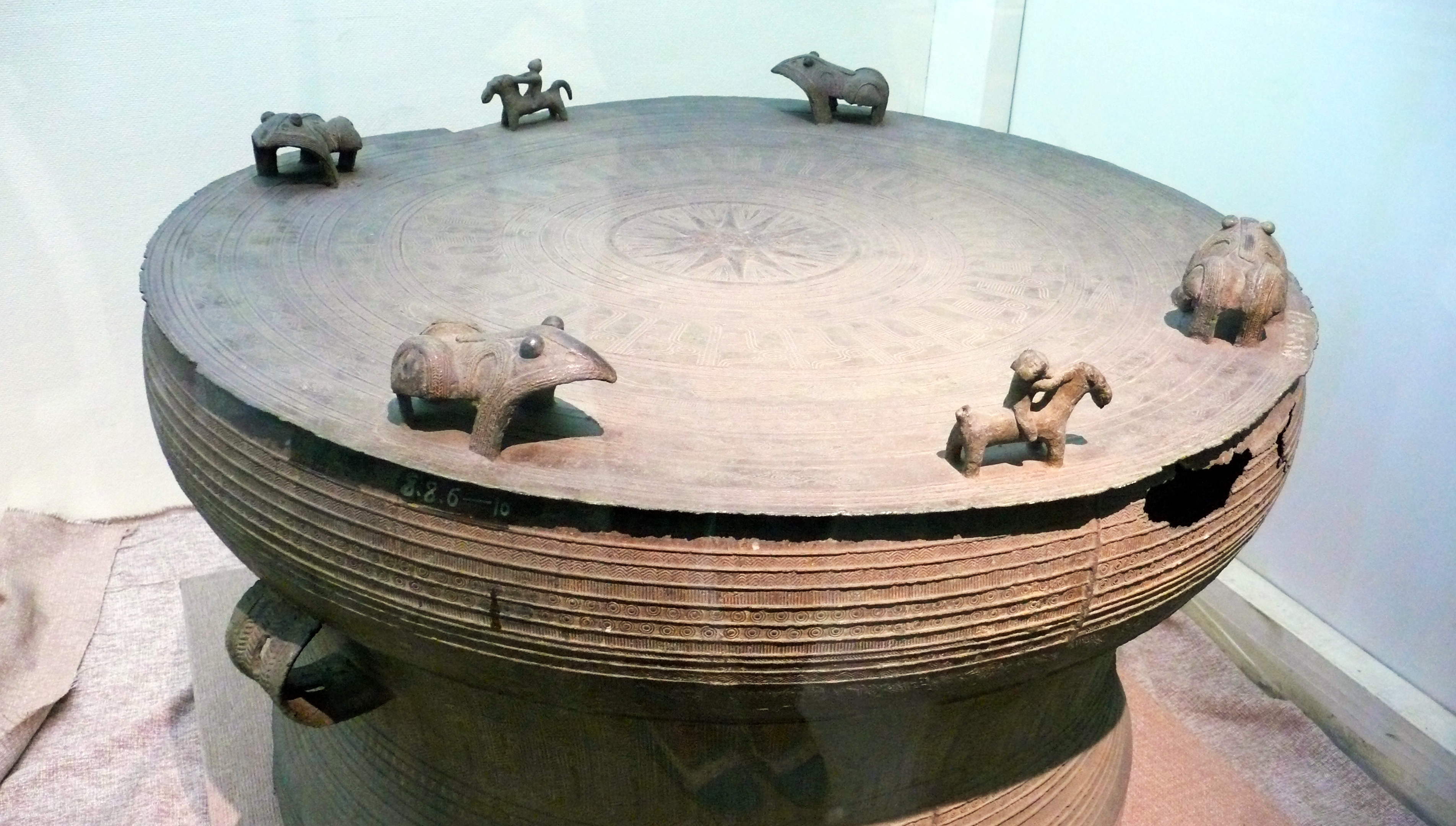
壮族蛙鼓
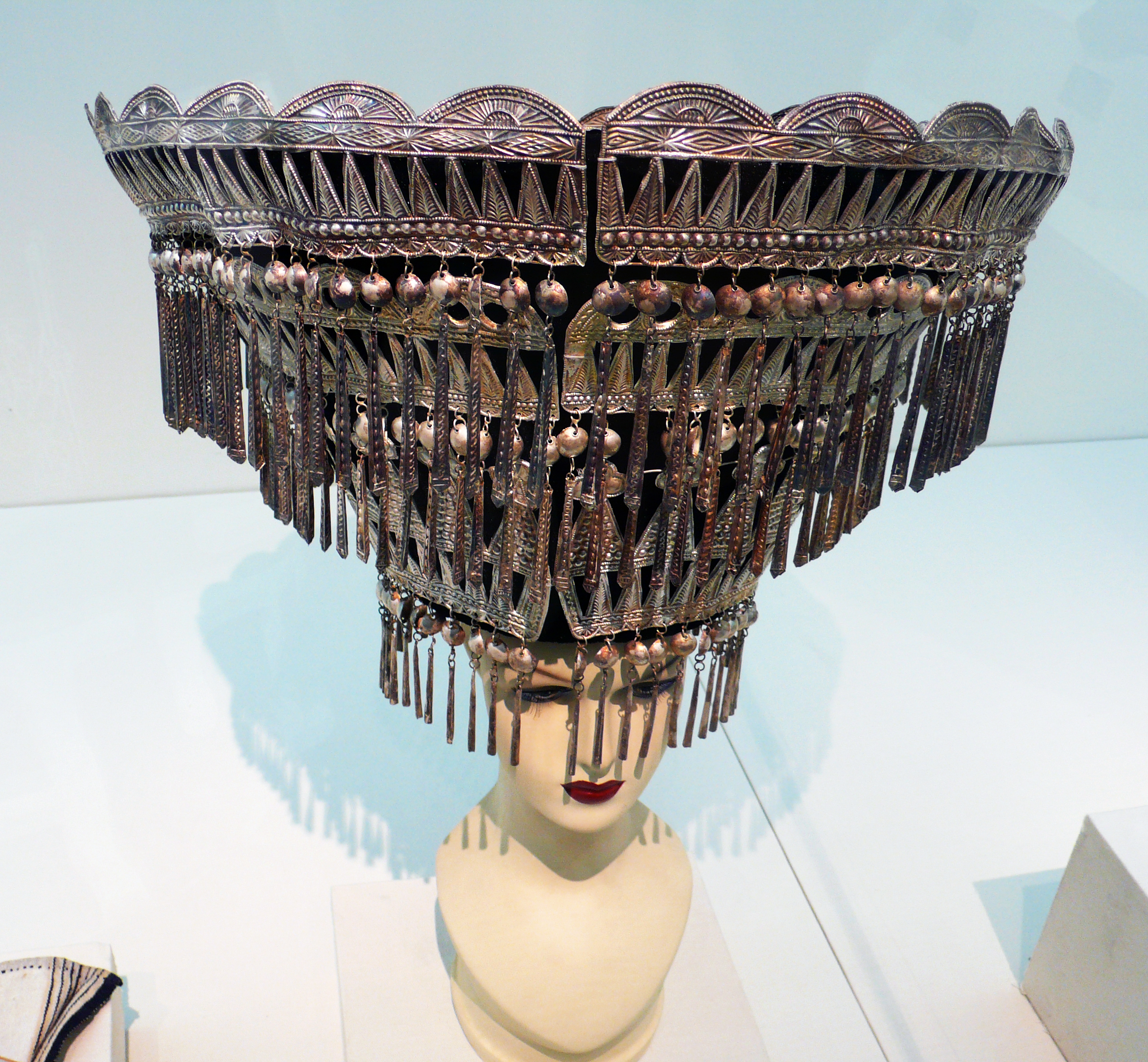
彝族刻花银片流苏塔形帽
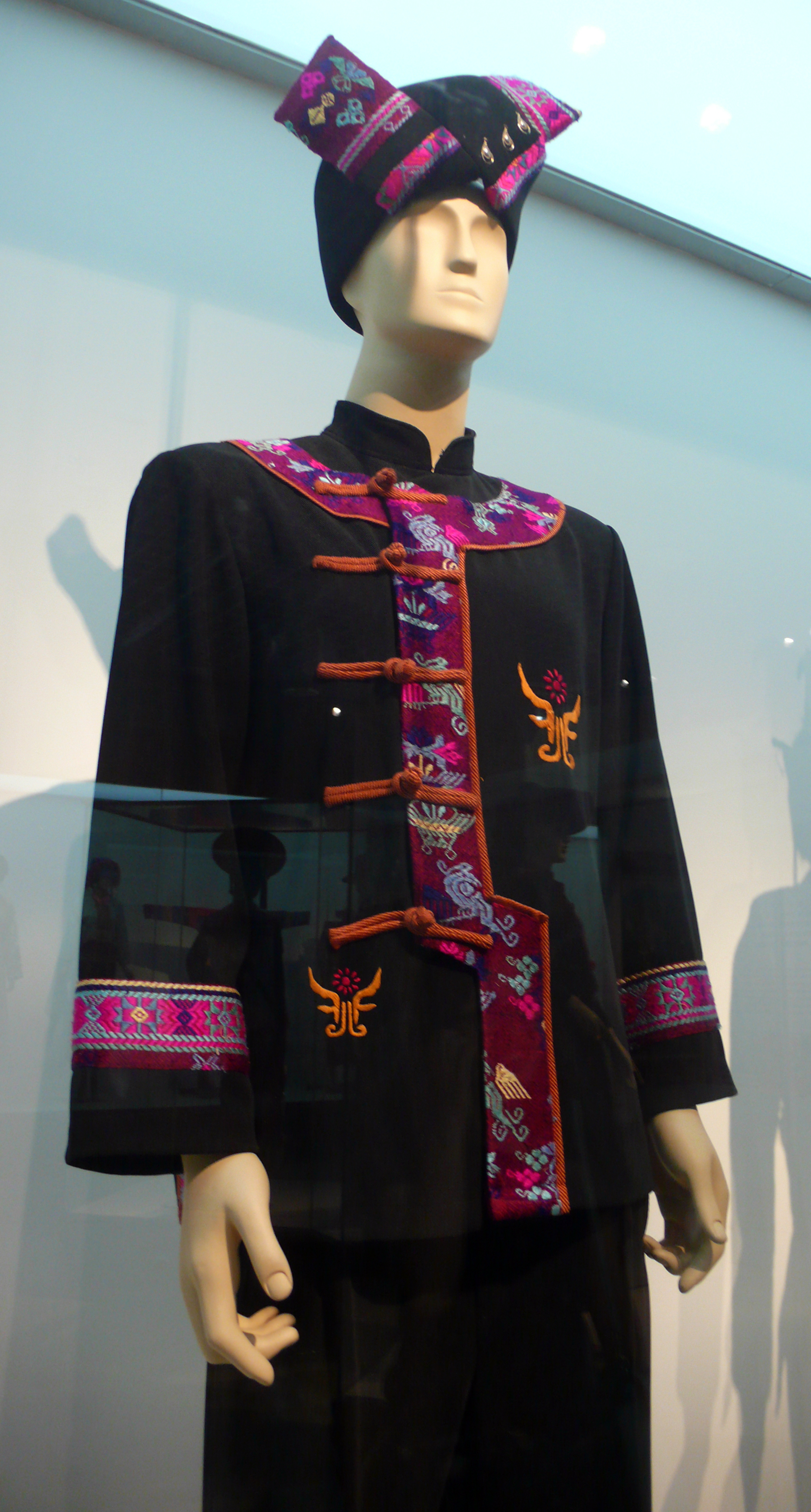
彝族土布镶边男服
文山苗族挑花绣缀彩珠女服
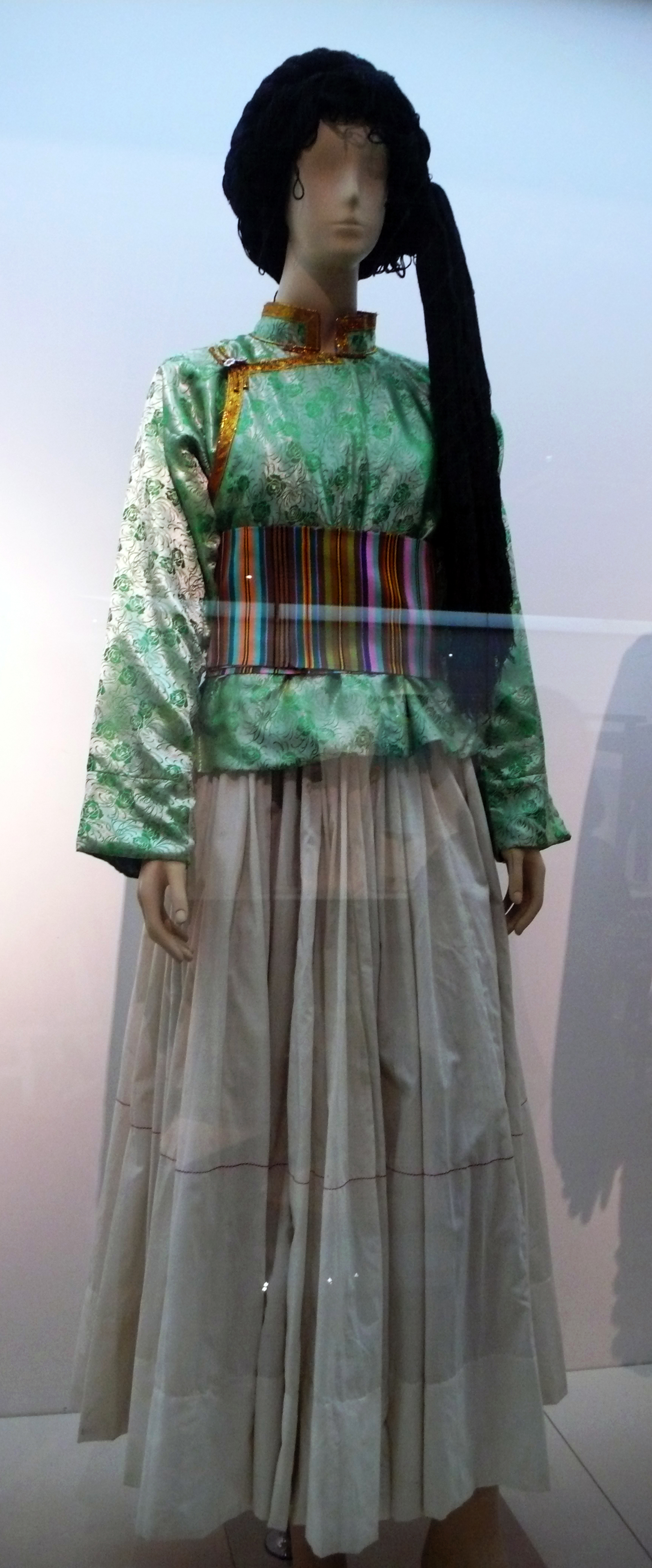
普米族绿缎白布氆氇腰带女服
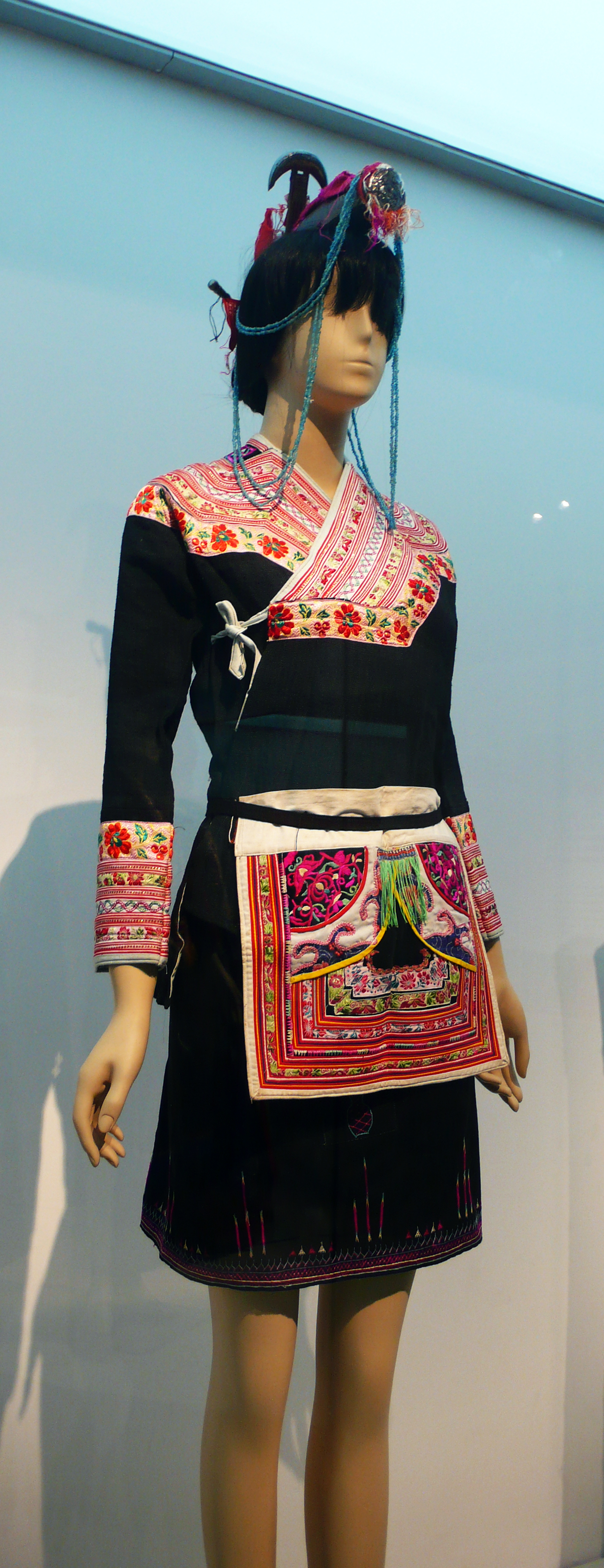
畲族麻布绣花贴边女服
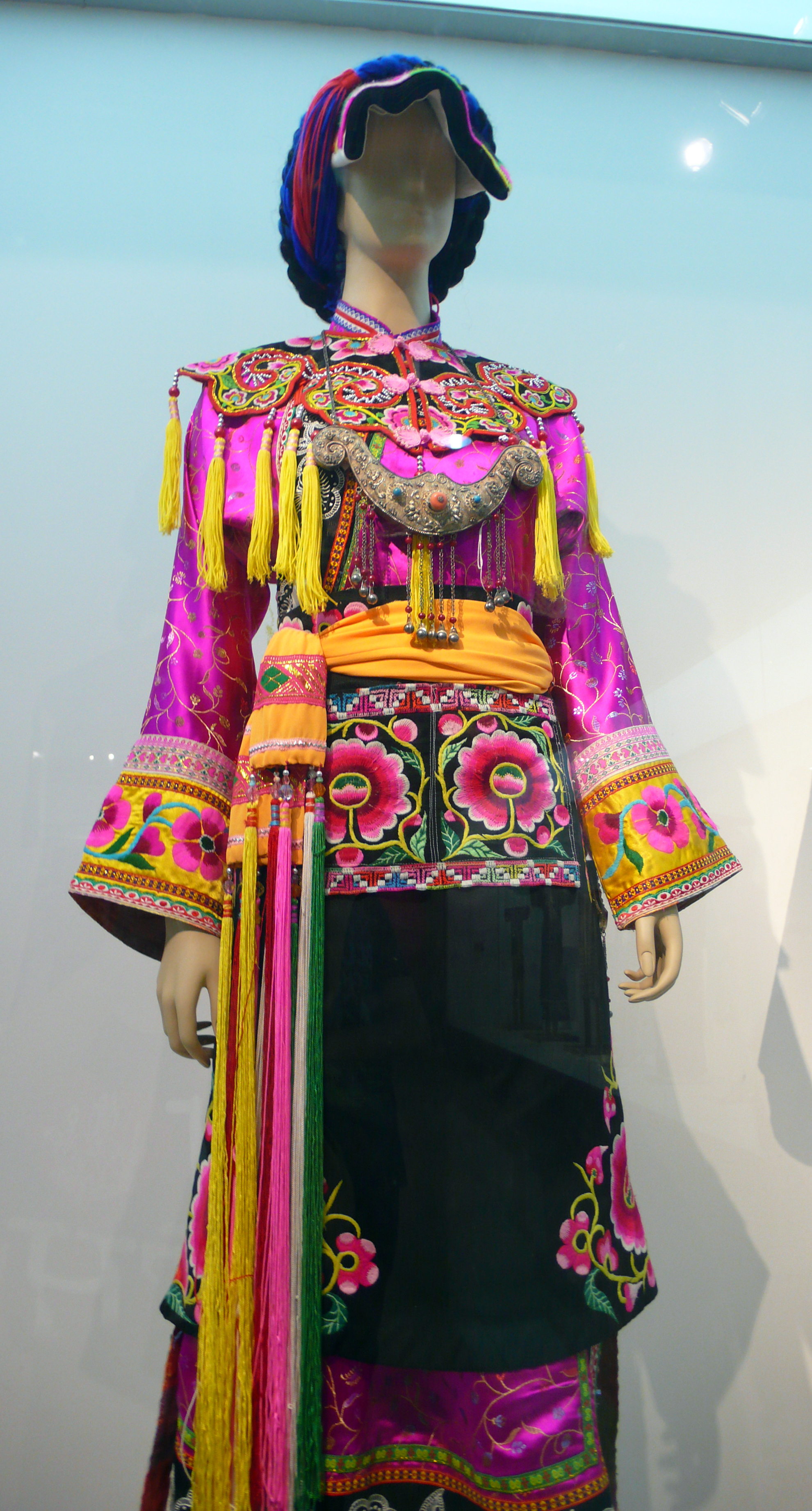
羌族印花缎绣花镶边带云肩女服
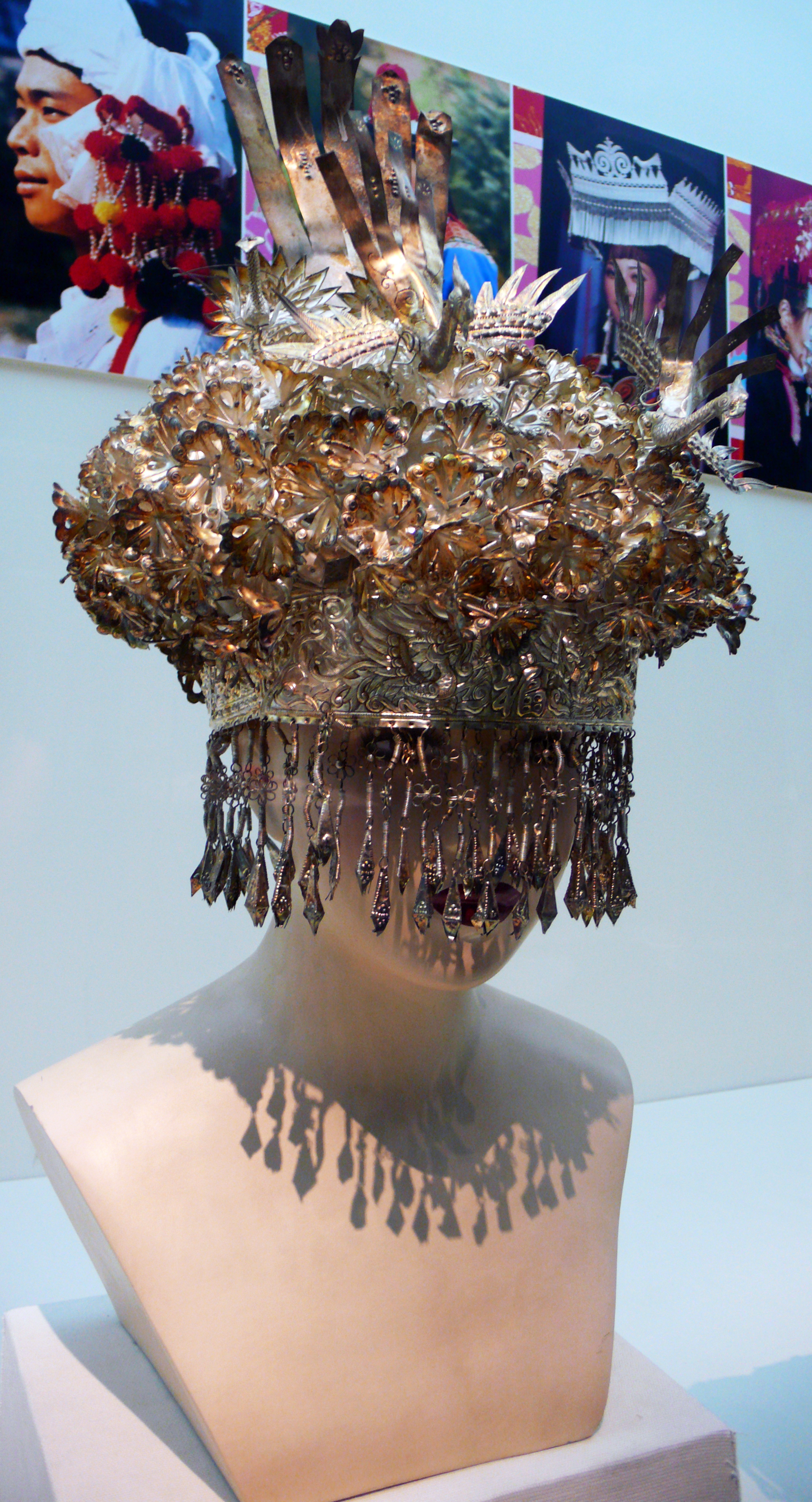
苗族桐子花凤鸟纹银冠
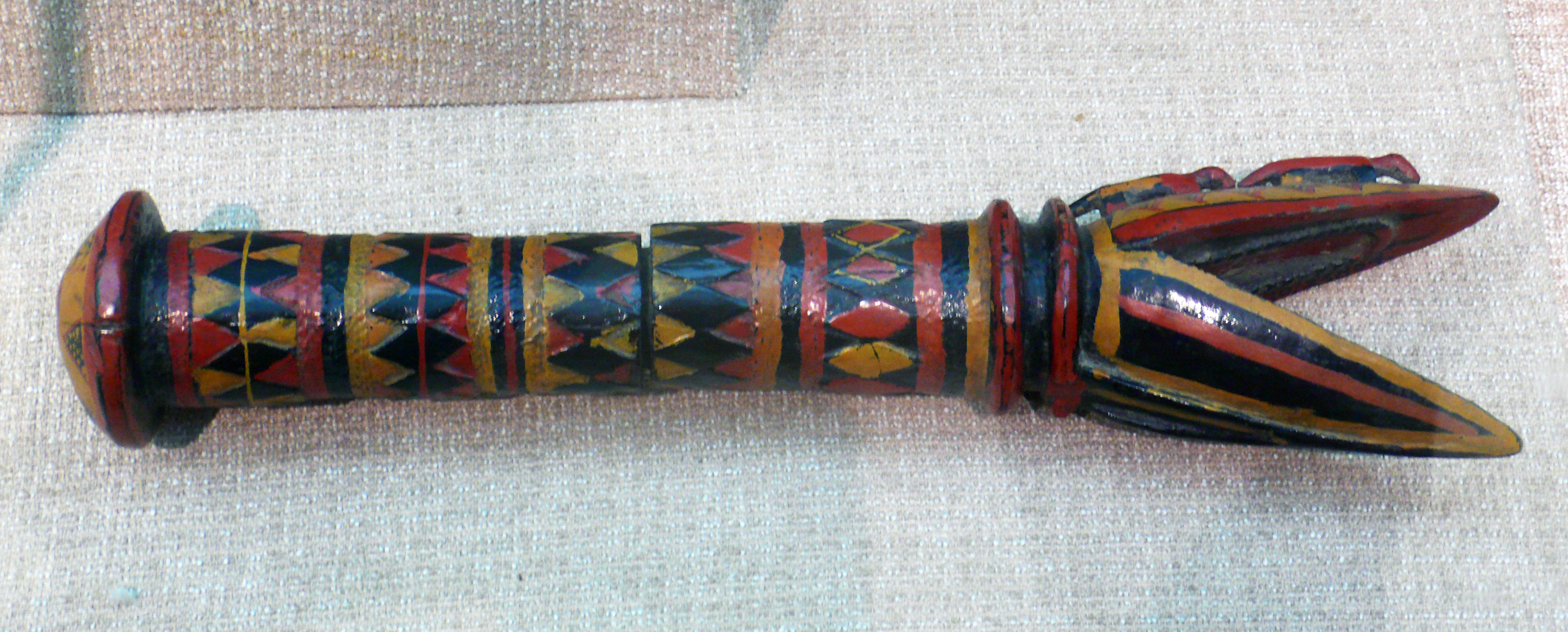
蛇形木胎漆签筒
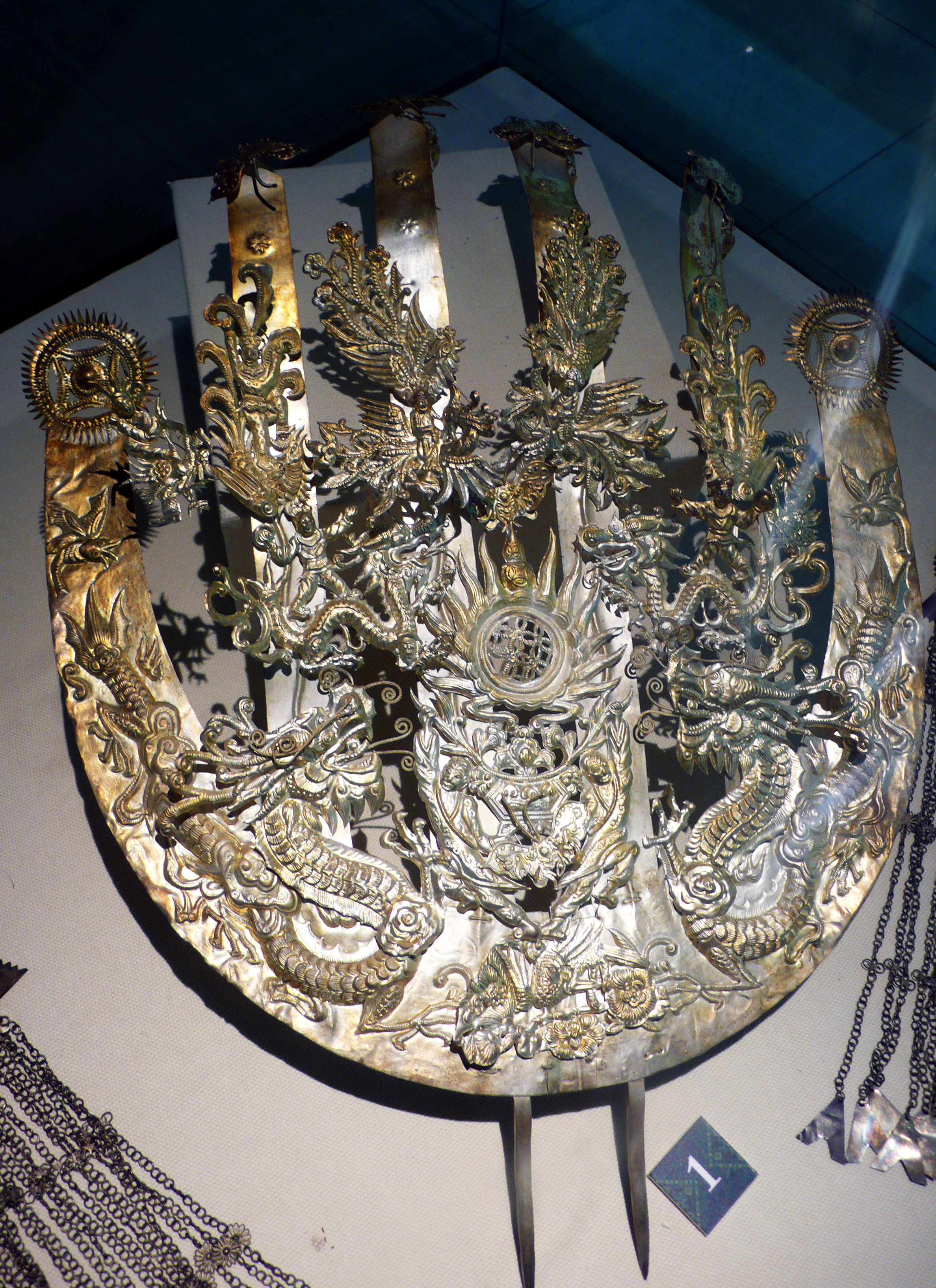
龙凤蝴蝶纹银角
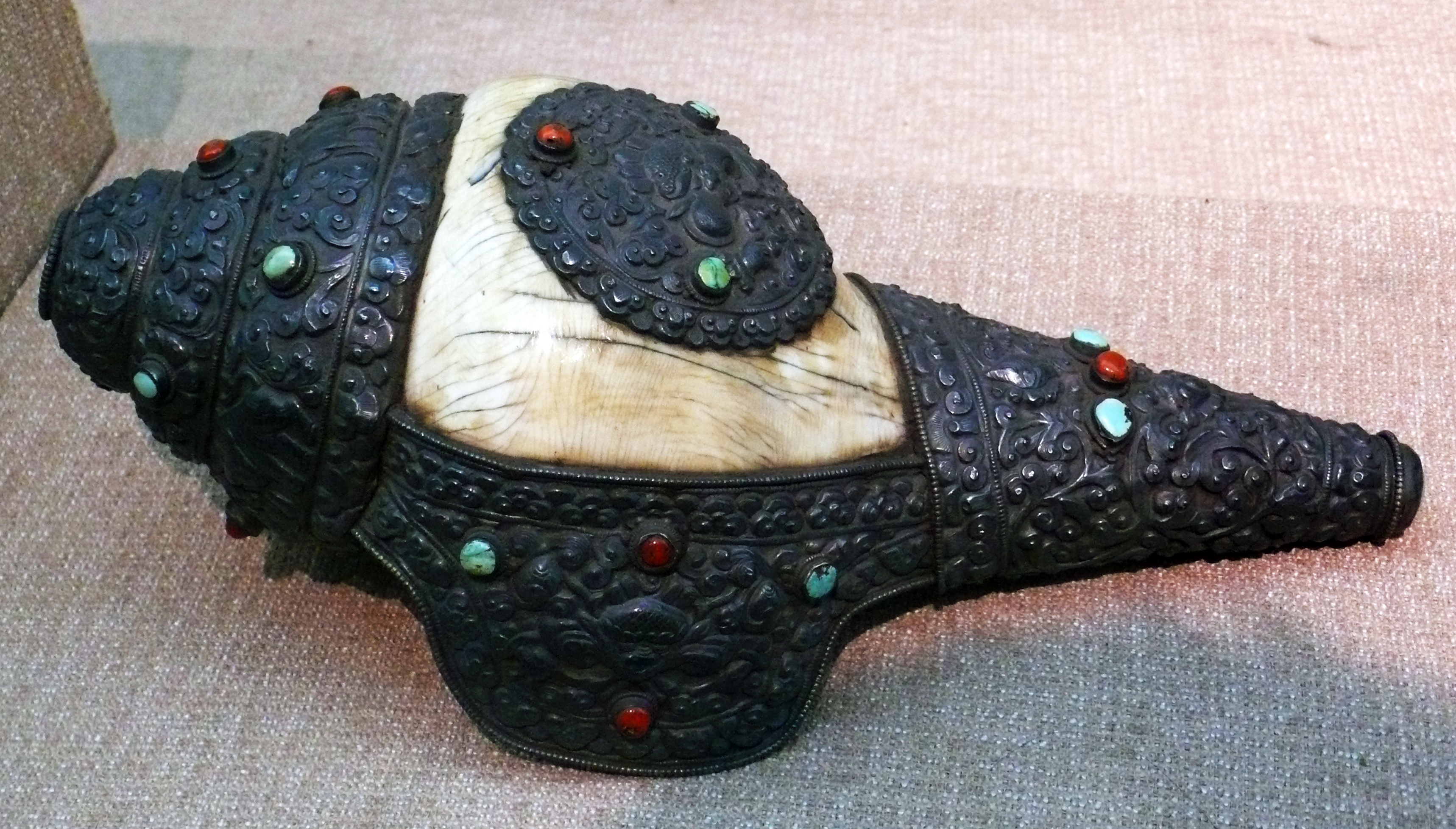
包银镶宝石法螺
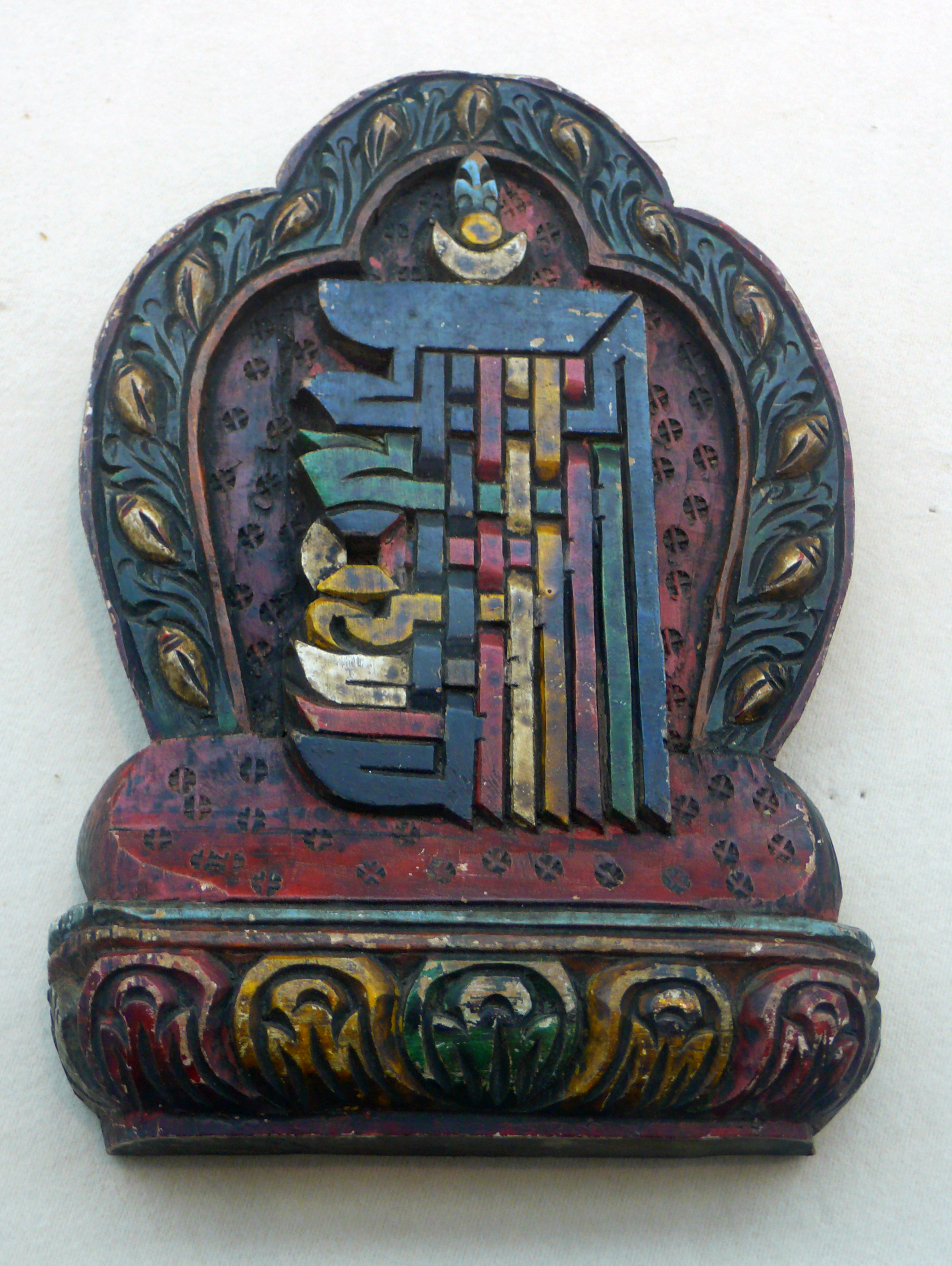
十相自在饰品
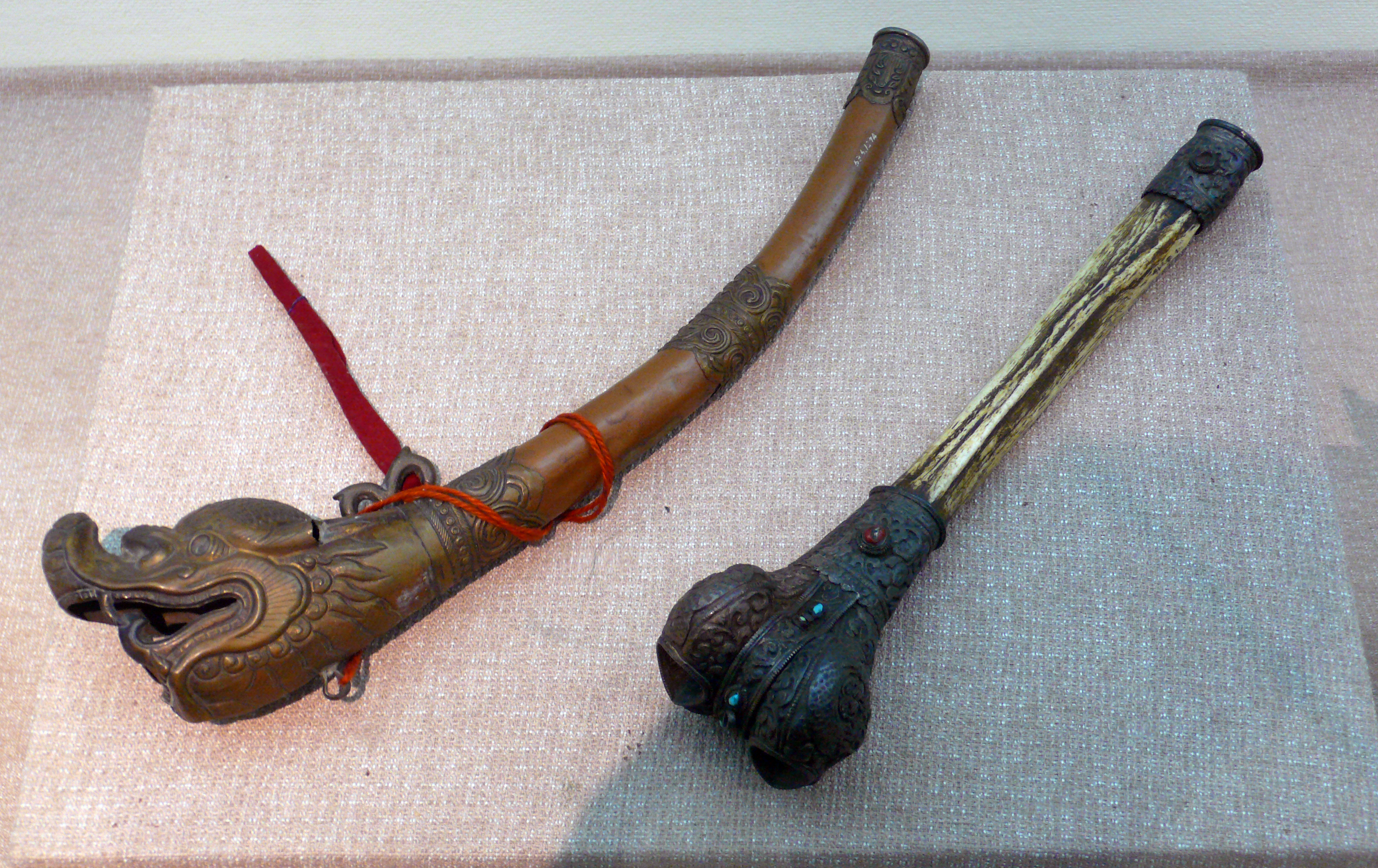
龙头铜法号和包银镶宝石胫骨号筒
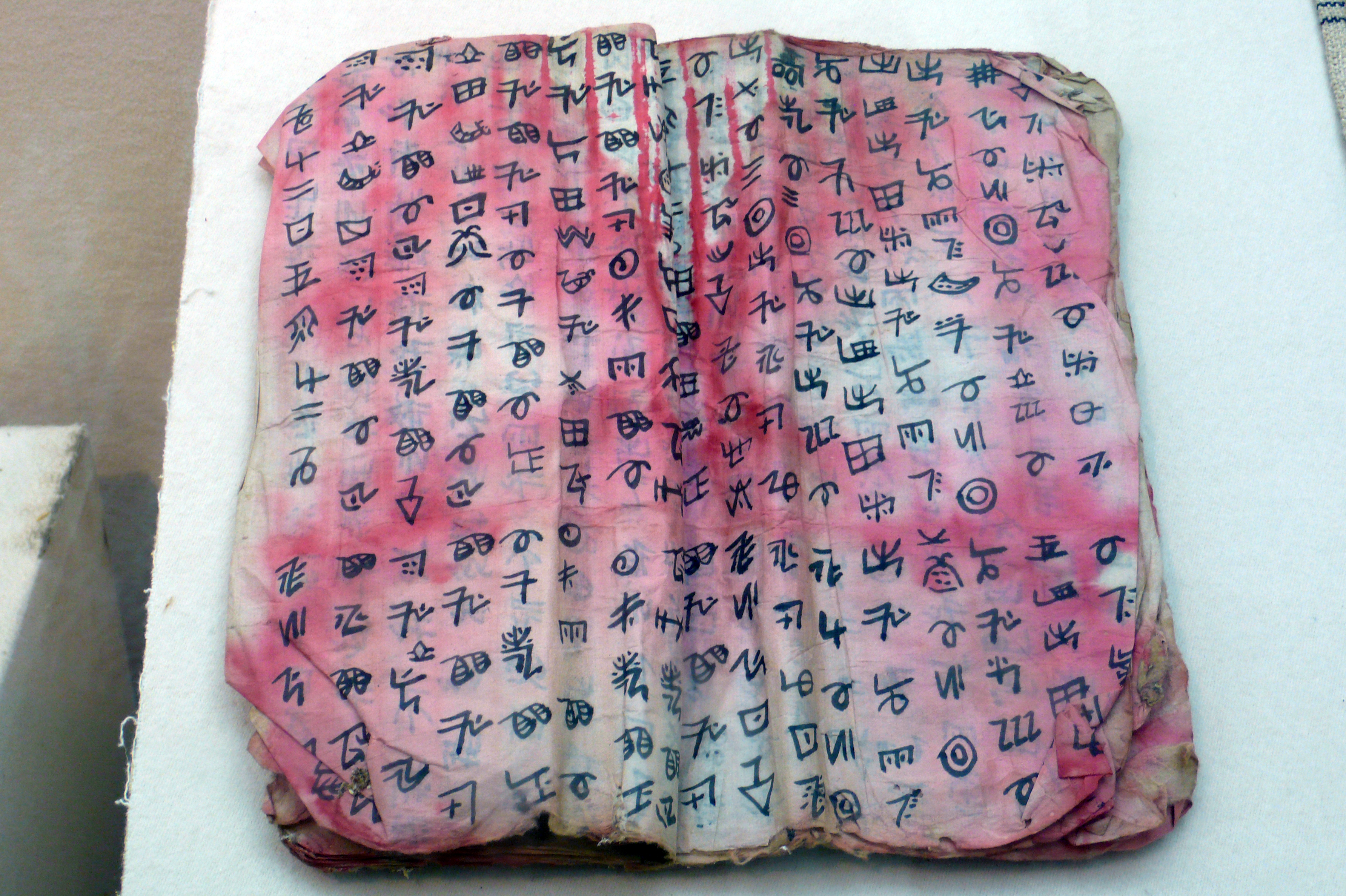
东南部方言彝文文献
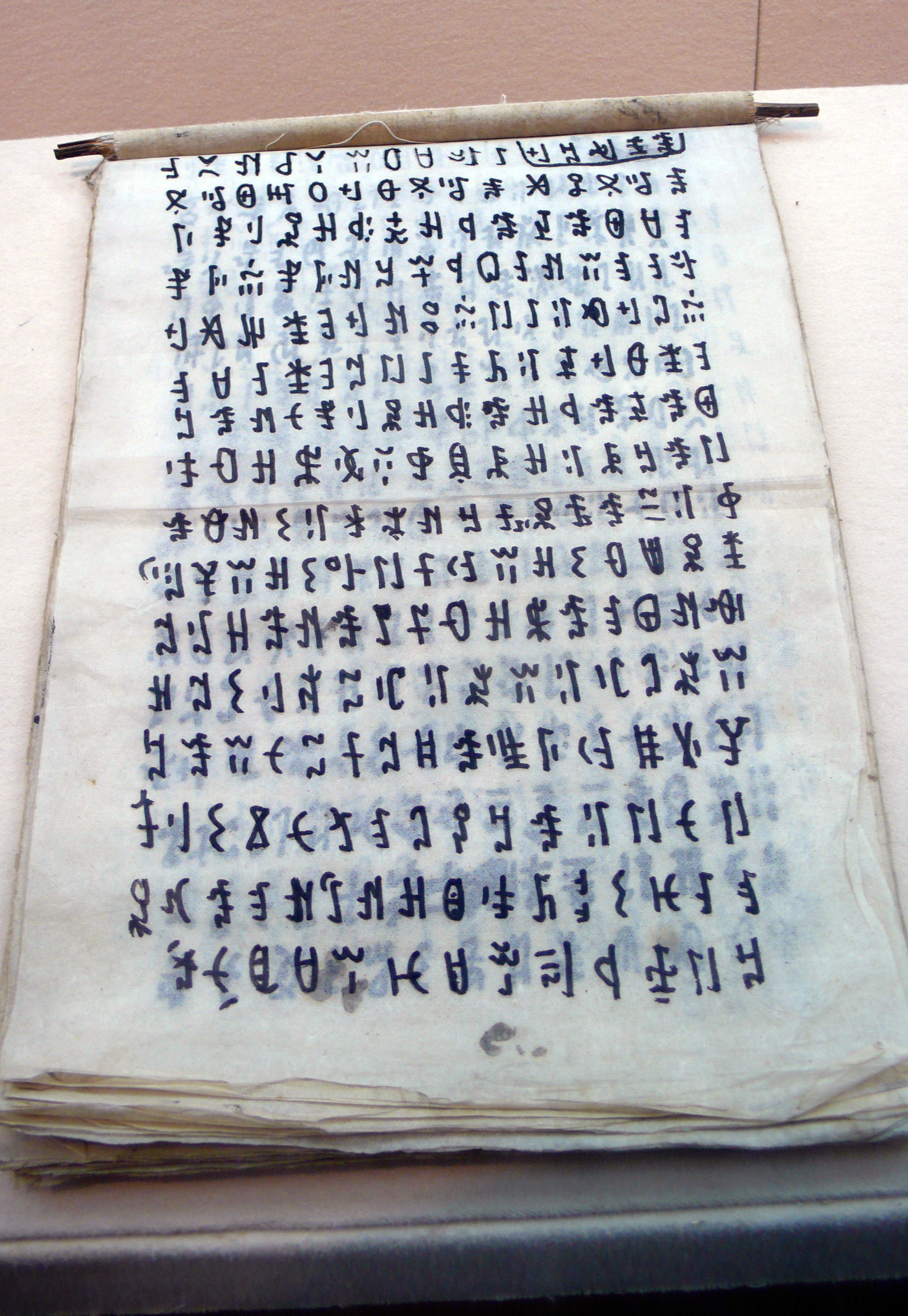
北部方言彝文文献
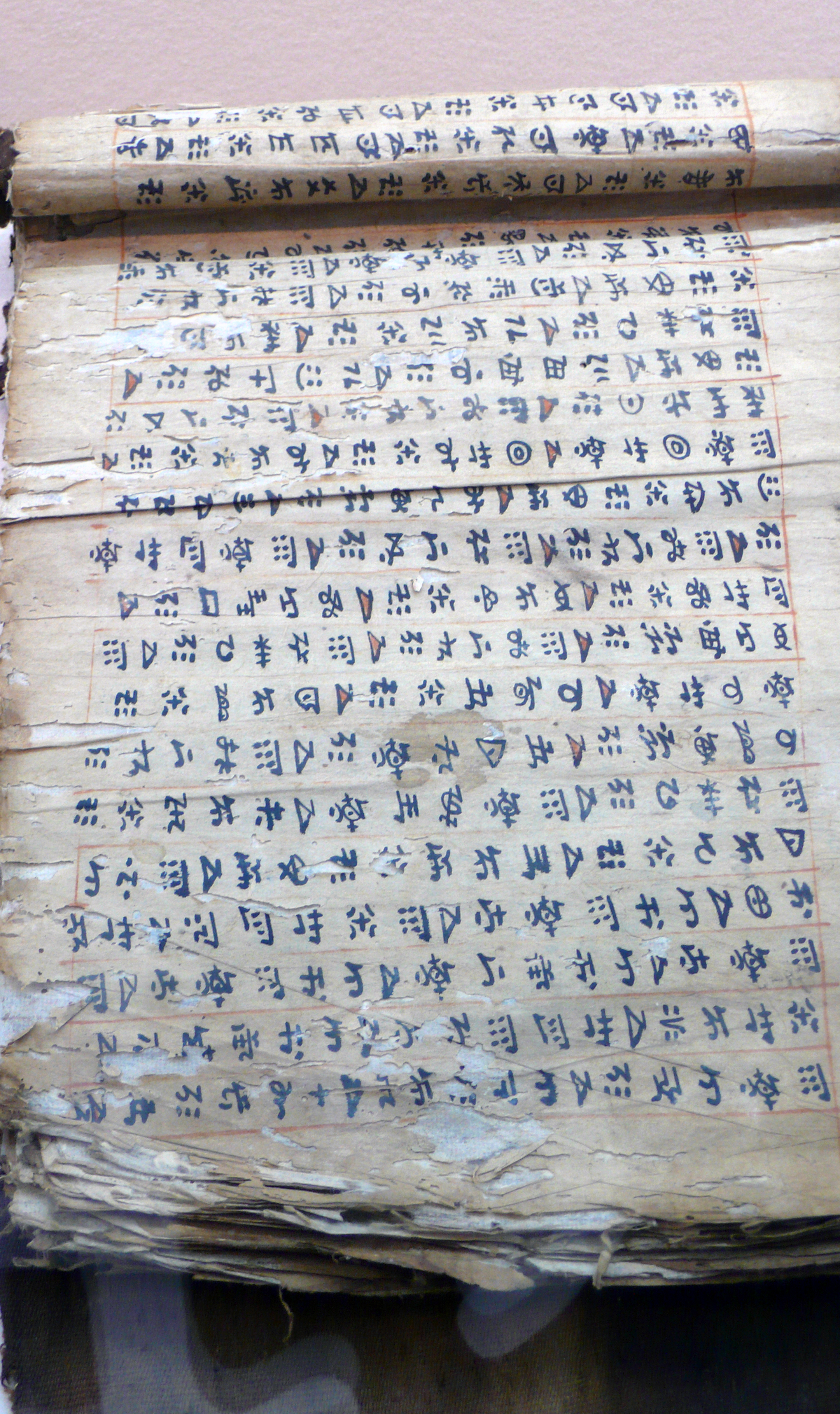
南部方言彝文文献
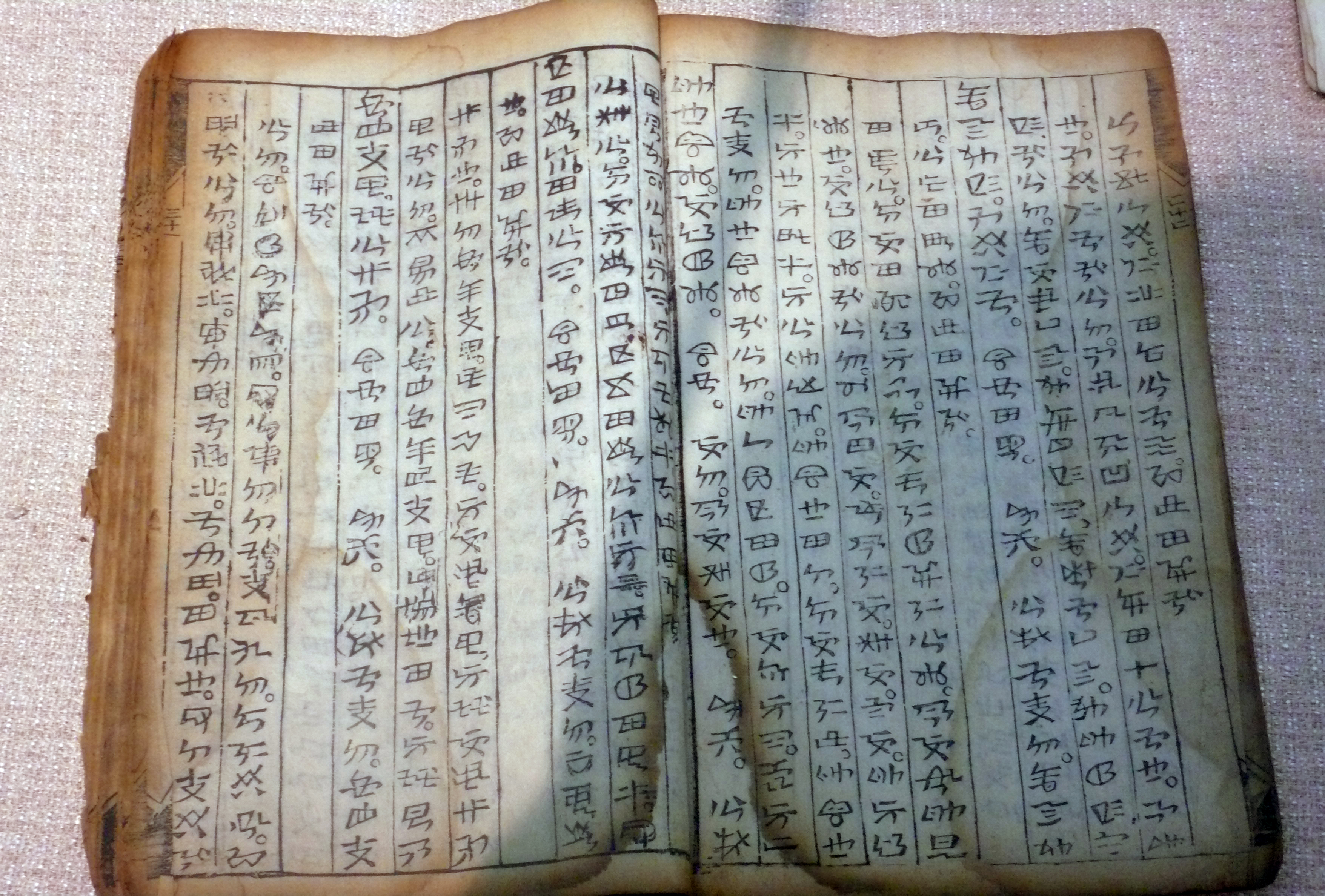
彝文经抄本
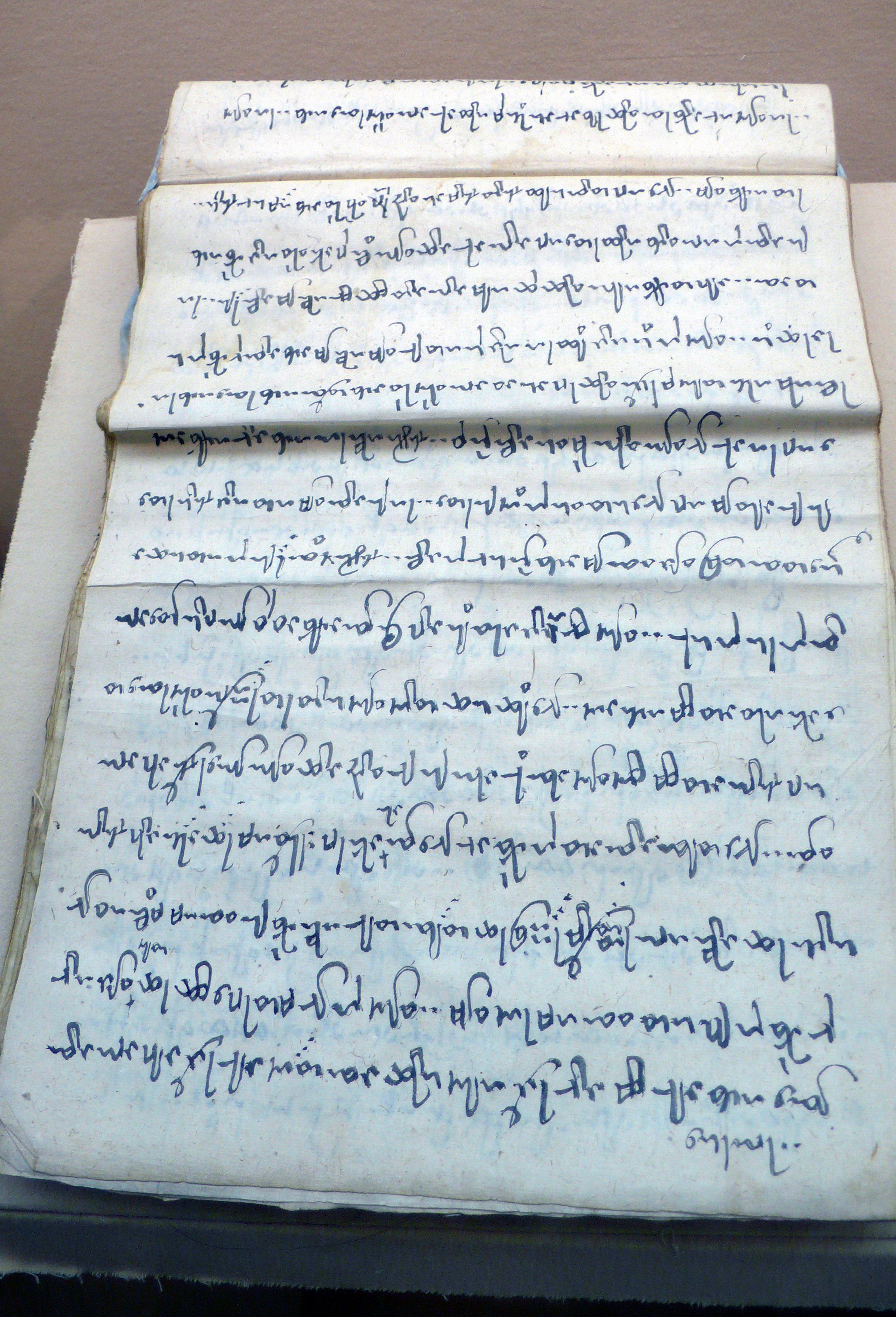
德宏傣文佛经
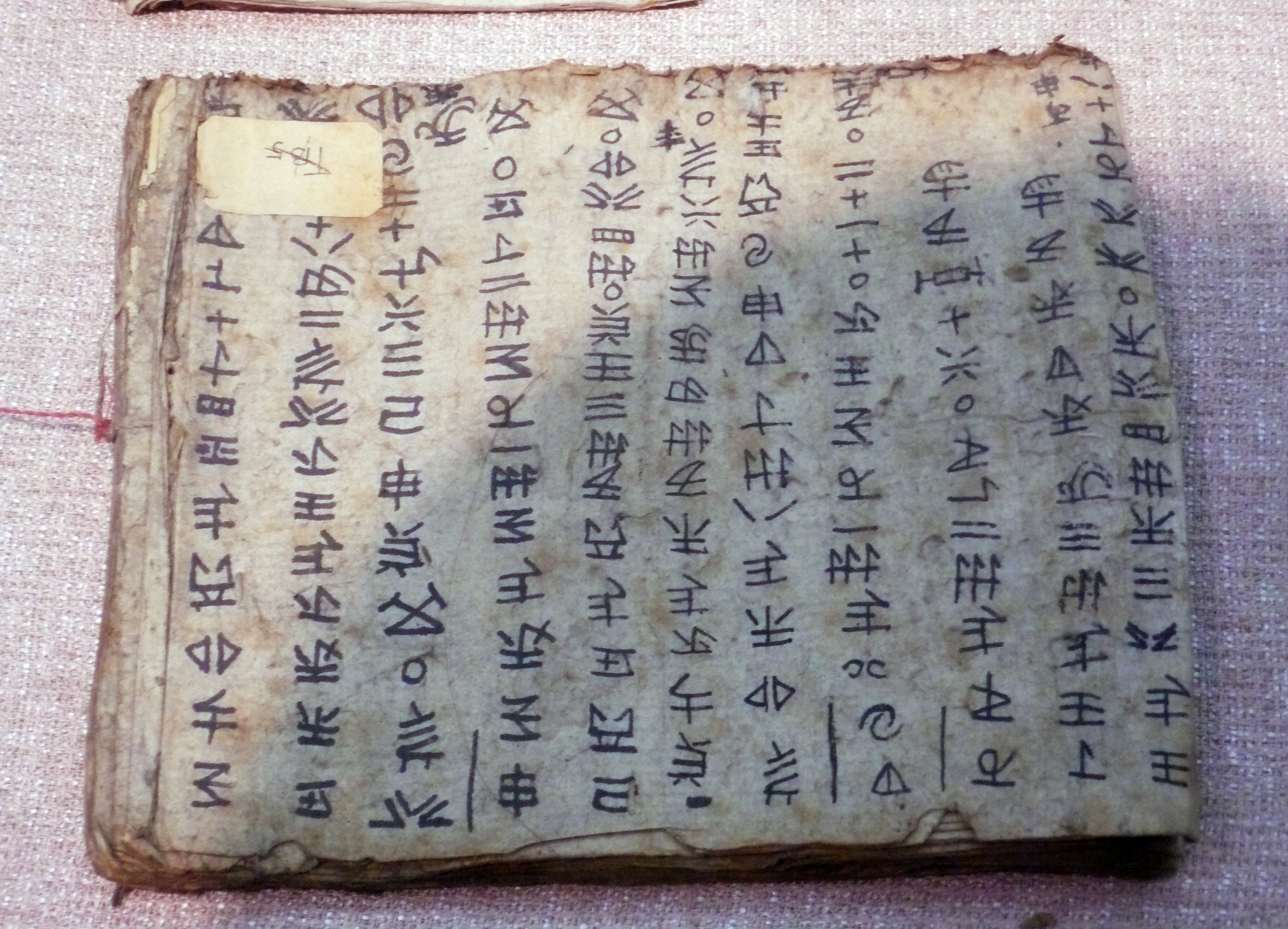
水书《吉凶经》
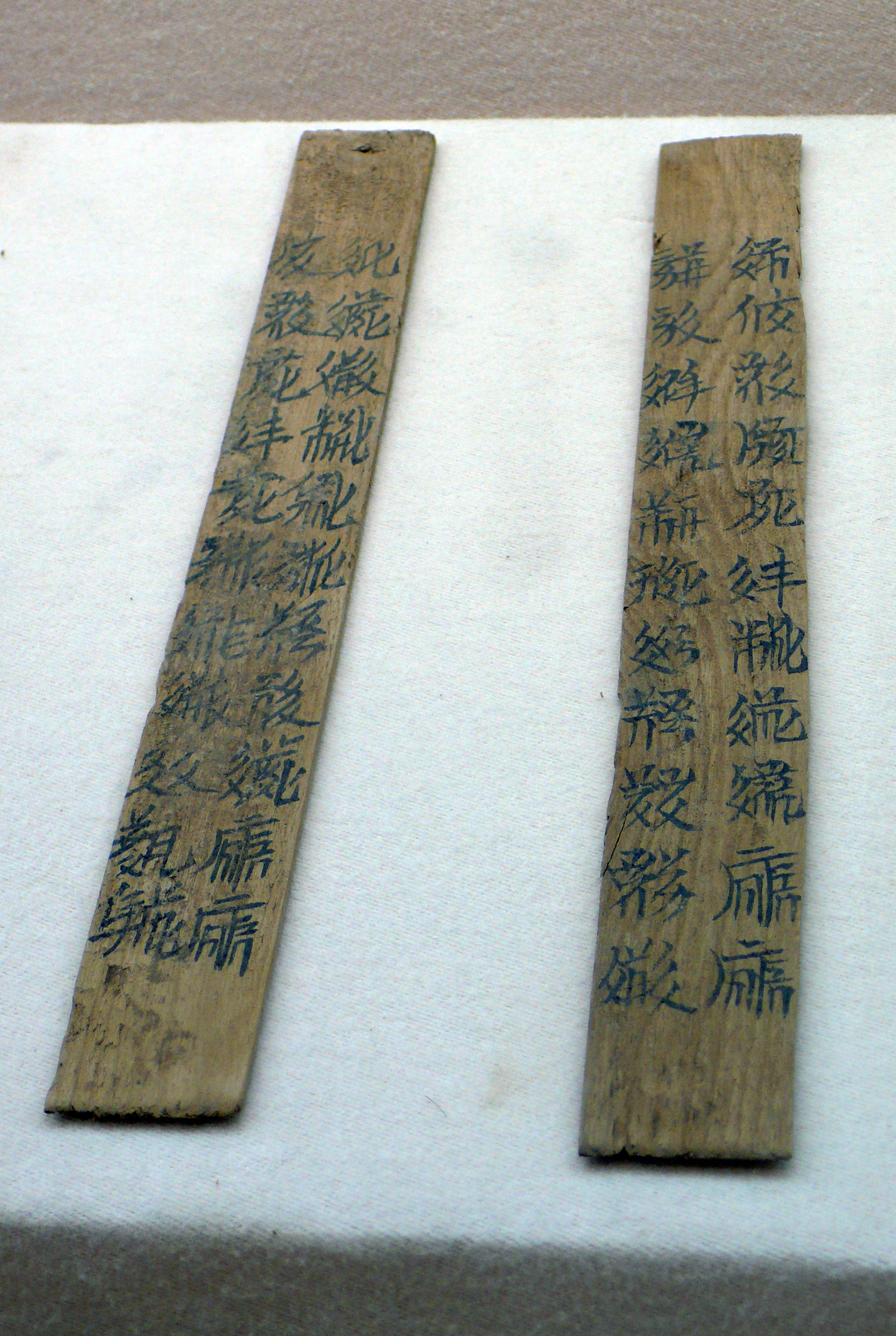
西夏文木简
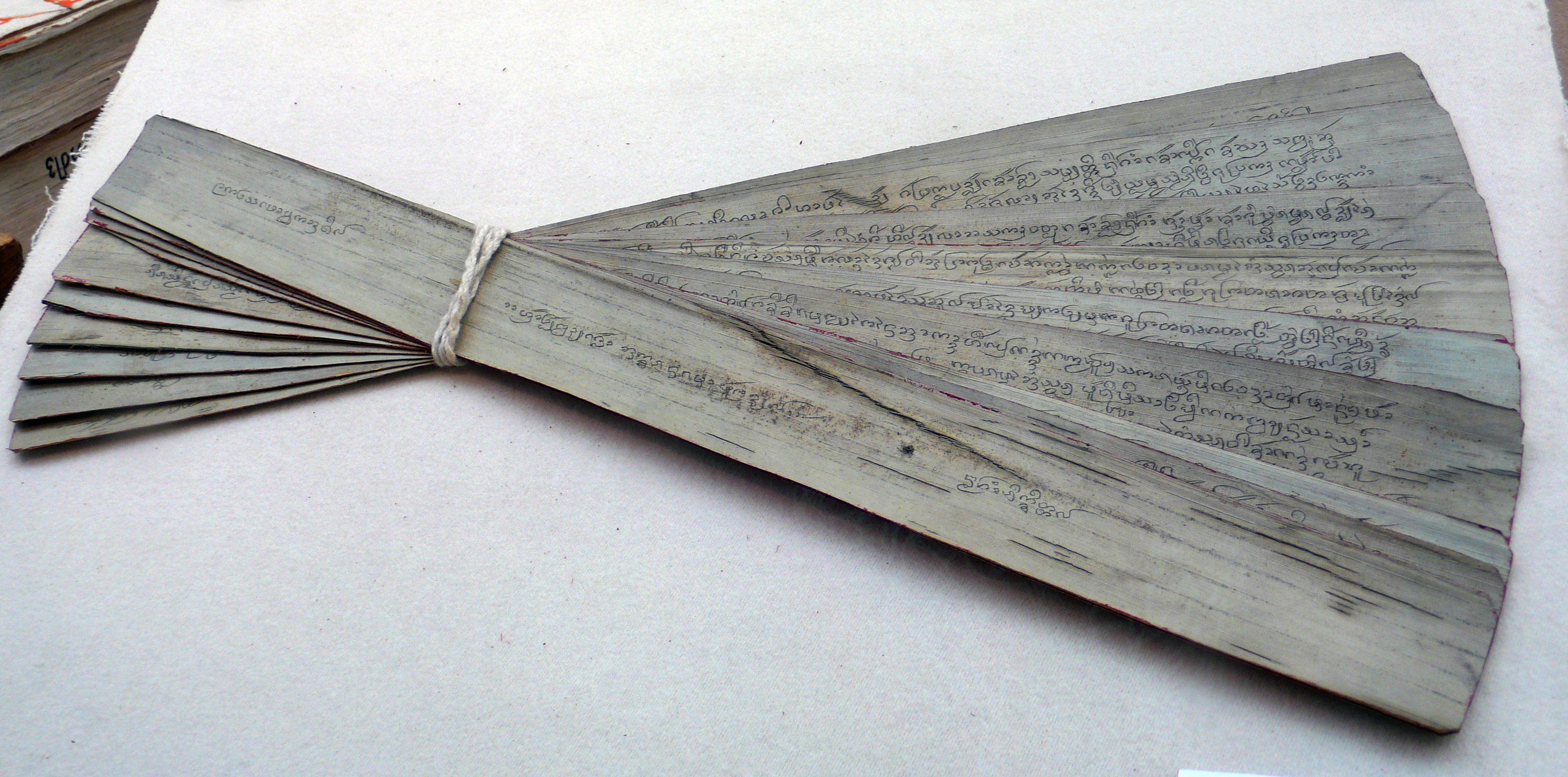
老傣仂文贝叶经
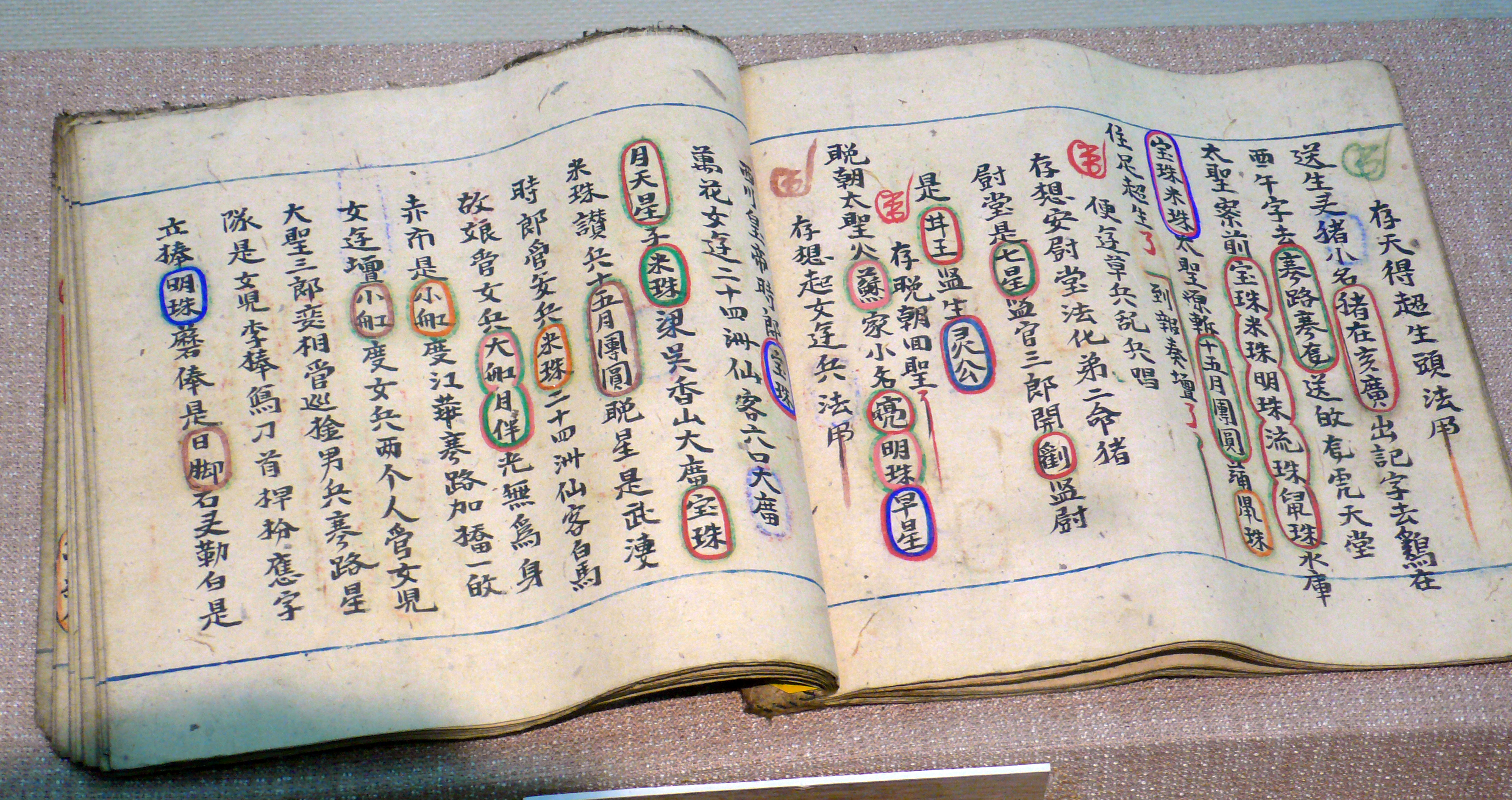
彩绘抄本《还愿洪门法密万大法》
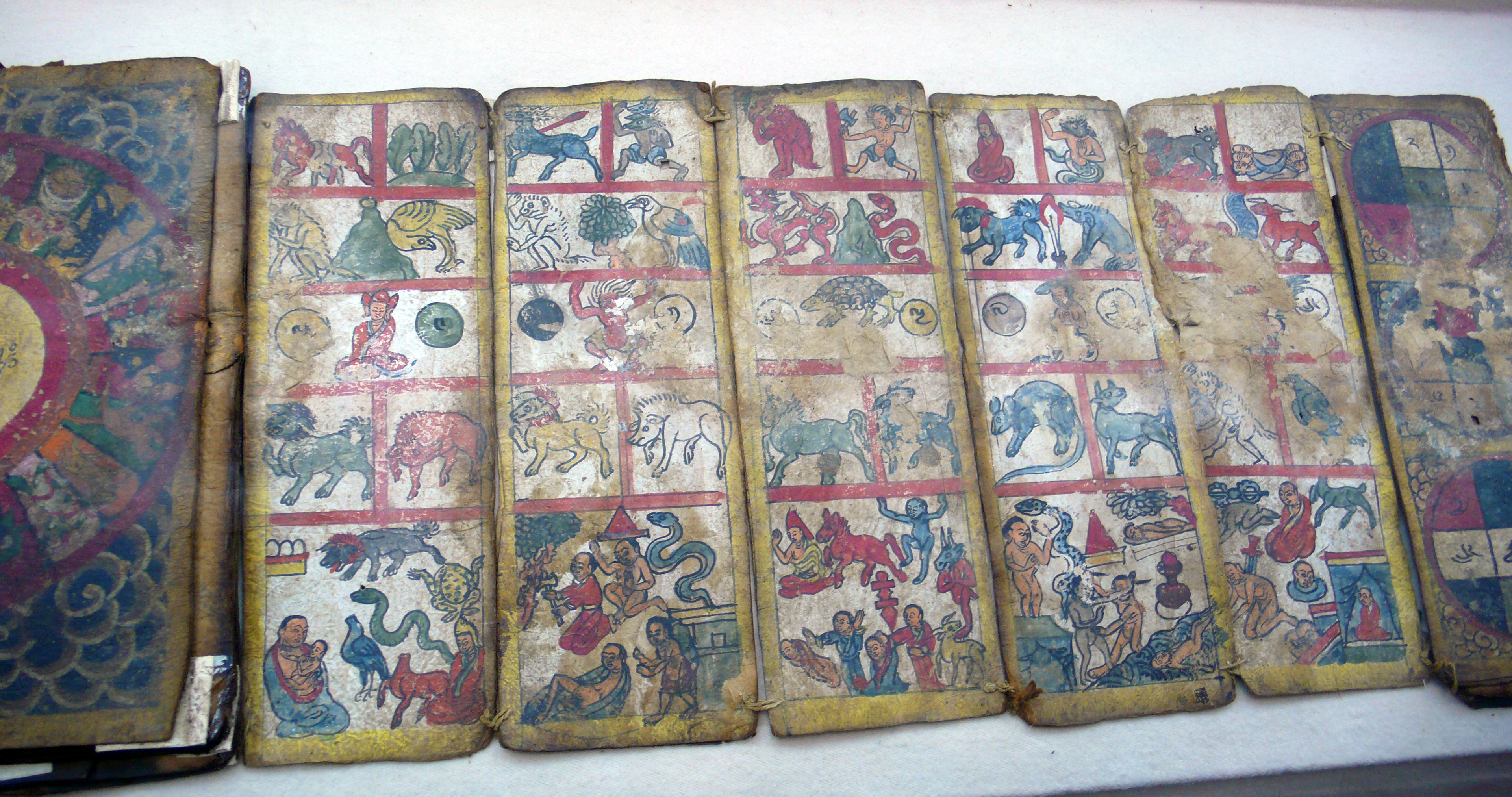
尔苏沙巴文图语书